# Chresiona convexa
Chresiona convexa là một loài nhện trong họ Amaurobiidae.
Loài này thuộc chi Chresiona. Chresiona convexa được Eugène Simon miêu tả năm 1903.